# Arthur Leclerc
Arthur Leclerc (2000. október 14. –) monacói autóversenyző.

## Magánélete
Két bátyja van, Lorenzo és Charles, aki a Scuderia Ferrari Formula–1-es csapatának versenyzője.

## Pályafutása

### Gokart
2014-ben megnyerte a Kart Racing Academy gokartbajnokságot.

### Formula–4
2018-tól formulaautózni kezdett, a francia Formula–4-es bajnokságban versenyzett, ahol az összetettbéli pontverseny 5. helyén végzett és két futamgyőzelmet is tudott szerezni.
2019-ben csatlakozott a Sauber Junior csapatához. Az évben a német ADAC Formula–4-ben kapott ülést a Sauber felügyelete alatt az US Racing-CHRS csapatnál. Egy futamgyőzelmének és nyolc dobogós helyezésének köszönhetően a bajnokság 3. helyén végzett.

### Formula–E
Leclerc a Formula–E 2017–18-as szezonjában a monacói Venturi Grand Prix fejlesztőversenyzőjeként dolgozott. Ezzel hozzáférést kapott a csapat szimulátoraihoz és személyes fejlesztési rendszereihez. A gárda a 2018–19-es évadra is megtartotta őt ugyanebben a pozícióban. A csapat autóját először 2019-ben vezethette, a marrákesi újoncteszten. A 2019–20-as idényre a bejelentették, hogy a csapat tesztpilótája lett.

### Formula–3
2020-tól a Scuderia Ferrari versenyzőakadémiájának tagja lett, ennek köszönhetően az olasz istálló támogatásával a Formula Regionális Európa-bajnokságban állt rajthoz a Prema Powerteam színeiben. Október 3-án és 4-én, Mugellóban egy hibátlan fordulót zárt, hiszen mindhárom futamot megnyerte. Sokáig első számú kihívójának számított a végül bajnok brazil Gianluca Petecofnak. A kiírást így a 2. helyen fejezte be 343 ponttal, 6 győzelemmel és 15 dobogóval.
2020 decemberében a Prema Racing bejelentette, hogy Leclerc marad a csapat kötelékében, de 2021-ben már az FIA Formula–3 bajnokságban. Franciaországban a második versenyen a fordított rajtrács miatt a pole-pozícióból indulhatott, amely futamot meg is nyerte, ezzel első győzelmét aratva a bajnokságban. Ausztriában, a második sprintversenyen a 27. helyről kezdve, 21 pozíciót javítva a pontszerző 6. helyen intették le. A forduló záró főversenyen Victor Martinssal csatázott, majd lesodródott a fűre és kiütötte Clément Novalakot, aminek következtében kiesett. A vizsgálatok során a felügyelők őt találták vétkesnek és ezért a Hungaroringen rendezett 1. sprintfutamra 3 rajthelyes büntetést kapott. Magyarországon a kvalifikációt sikerült megnyernie, amivel első pole-ját érte el a szériában. A főfutamra az esős körülmények miatt repülőrajttal indult útjára a mezőny, ahol végül a 2. helyen ért célba Dennis Hauger mögött. Zandvoortban a második rajtsorból indulhatott, ahol jól kapta el a lámpák kialvását és az előtte lévőket a külső íven megelőzve az élre állt, amivel második győzelmét szerezte meg az idény folyamán. A szezonzárón, az utolsó pillanatban bekerült Szocsiban is jól teljesített, így az összetett pontverseny 10. helyén zárt, 77 gyűjtött egységgel.
2022. január 8-án nyilvánosságra hozták, hogy indul a télen megrendezendő Formula Regionális Ázsia-bajnokságban az india Mumbai Falcons tagjaként. Négy futamgyőzelmet aratott, mindössze egyszer nem ért be pontszerzőként és két futammal a vége előtt bajnok lett.
Szintén januárban, néhány nappal később a Ferrari akadémia bemutatta a támogatott versenyzőik programját, mely szerint Leclerc 2022-ben is maradt a Prema csapatánál.  A második bahreini futamon a negyedik dobogós helyezését érte el a kategóriában, második helyen végzett Victor Martins mögött. Silverstone-ban a főfutamban megszerezte a győzelmet Zak O'Sullivan előtt, így visszatért a bajnoki címért folytatott küzdelembe. A szezon hátralévő részében azonban fokozatosan esett vissza a teljesítménye, Zandvoortban egyik versenyen sem tudott pontot szerezni. Az év végén a 6. helyen rangsorolták, 114 ponttal.

### Formula–2
2022 novemberében a francia DAMS istálló bejelentette leigazolását a 2023-as FIA Formula–2-es szezonra. Az évad hatodik fordulójában, az ausztrál főfutamon megszerezte első dobogós helyezését a sorozatban, amely a szezon legjobb eredményét is jelentette neki. Az évet a 15. pozícióban zárta 49 gyűjtött ponttal.
Az év végén elhagyta a sorozatot, mindössze egy idény után, emellett kilépett a Ferrari versenyzői akadémiájáról is.

### Formula–1
A 2024-es Formula–1-es világbajnokság szezonzáró hétvégéjén, Abu-dzabiban vezethette a Ferrari egyik autóját az 1. szabadedzésen testvére, Charles mellett. Ezzel ők lettek az első testvérpár a Formula–1 történetében, akik egy csapaton belül teljesítettek edzést a királykategóriában.

### Sportautózás
2024-ben Manuel Maldonado és Charles Milesi mellett a Panis Racinghez csatlakozott az európai Le Mans-szériában. A #65-ös Oreca 07-essel megszerezték első és egyetlen győzelmüket az imolai 4 óráson, miután pole-pozícióból, hiba nélkül vezettek. Egészen a portimãói 4 órásig, az utolsó hétvégéig esélyesek voltak az LMP2-es bajnoki címre. A pole megszerzése után a futam végén a 12. helyre csúsztak vissza. A trió a 4. helyen végzett a tabellán, 61 ponttal. 
Emellett a Scuderia Baldini Ferrari 296-os konstrukciójával indult az olasz GT-bajnokság Endurance kategóriájában, a korábbi Formula–1-es versenyző, Giancarlo Fisichella partnereként. Két győzelemmel bajnoki címet szereztek.

## Eredményei

### Karrier összefoglaló
| Szezon | Bajnokság                           | Csapat             | Verseny     | Győzelem    | Pole        | Leggyorsabb kör | Dobogós helyezés | Pont        | Helyezés    |
| ------ | ----------------------------------- | ------------------ | ----------- | ----------- | ----------- | --------------- | ---------------- | ----------- | ----------- |
| 2018   | Francia Formula–4-bajnokság         | Auto Sport Academy | 20          | 2           | 1           | 1               | 8                | 199         | 5.          |
| 2019   | ADAC Formula–4-bajnokság            | US Racing-CHRS     | 20          | 1           | 1           | 2               | 8                | 202         | 3.          |
| 2020   | Formula Regionális Európa-bajnokság | Prema Powerteam    | 23          | 6           | 7           | 2               | 15               | 343         | 2.          |
| 2021   | Formula–3                           | Prema Racing       | 20          | 2           | 1           | 2               | 3                | 77          | 10.         |
| 2022   | Formula–3                           | Prema Racing       | 18          | 1           | 0           | 1               | 2                | 114         | 6.          |
| 2022   | Formula Regionális Ázsia-bajnokság  | Mumbai Falcons     | 15          | 4           | 1           | 1               | 9                | 218         | 1.          |
| 2023   | Formula–2                           | DAMS               | 26          | 0           | 0           | 1               | 1                | 49          | 15          |
| 2024   | Európai Le Mans-széria              | Panis VDS Racing   | 6           | 1           | 2           | 1               | 1                | 61          | 4.          |
| 2024   | Olasz GT Endurance-bajnokság        | Scuderia Baldini   | 4           | 2           | 3           | 0               | 2                | 79          | 1.          |
| 2024   | Formula–1                           | Ferrari            | Tesztpilóta | Tesztpilóta | Tesztpilóta | Tesztpilóta     | Tesztpilóta      | Tesztpilóta | Tesztpilóta |

### Teljes Formula Regionális Európa-bajnokság eredménysorozata
(Táblázat értelmezése)

(Félkövér: pole-pozícióból indult; dőlt: leggyorsabb kört futott) 

| Év   | Csapat          | 1        | 2       | 3       | 4     | 5     | 6       | 7       | 8       | 9       | 10    | 11      | 12      | 13      | 14       | 15      | 16      | 17      | 19      | 19      | 20       | 21      | 22      | 23      | 24       | Helyezés | Pont |
| ---- | --------------- | -------- | ------- | ------- | ----- | ----- | ------- | ------- | ------- | ------- | ----- | ------- | ------- | ------- | -------- | ------- | ------- | ------- | ------- | ------- | -------- | ------- | ------- | ------- | -------- | -------- | ---- |
| 2020 | Prema Powerteam | MIS 1 Ki | MIS 2 1 | MIS 3 2 | LEC 1 | LEC 2 | LEC 3 1 | RBR 1 2 | RBR 2 3 | RBR 3 2 | MUG 1 | MUG 2 1 | MUG 3 1 | MNZ 1 3 | MNZ 2 9† | MNZ 3 6 | CAT 1 2 | CAT 2 5 | CAT 3 4 | IMO 1 3 | IMO 2 Ki | IMO 3 2 | VLL 1 6 | VLL 2 T | VLL 3 Ki | 2.       | 343  |

† A versenyt nem fejezte be, de helyezését értékelték.

### Teljes FIA Formula–3-as eredménysorozata
(Táblázat értelmezése)

(Félkövér: pole-pozícióból indult; dőlt: leggyorsabb kört futott) 

| Év   | Csapat       | 1          | 2          | 3          | 4          | 5         | 6          | 7          | 8         | 9          | 10         | 11         | 12        | 13         | 14         | 15         | 16         | 17        | 18        | 19        | 20        | 21        | Helyezés | Pont |
| ---- | ------------ | ---------- | ---------- | ---------- | ---------- | --------- | ---------- | ---------- | --------- | ---------- | ---------- | ---------- | --------- | ---------- | ---------- | ---------- | ---------- | --------- | --------- | --------- | --------- | --------- | -------- | ---- |
| 2021 | Prema Racing | ESP SP1 28 | ESP SP2 24 | ESP FEA 13 | FRA SP1 12 | FRA SP2 1 | FRA FEA 13 | AUT SP1 Ki | AUT SP2 6 | AUT FEA Ki | HUN SP1 13 | HUN SP2 11 | HUN FEA 2 | BEL SP1 13 | BEL SP2 10 | BEL FEA 10 | NED SP1 1  | NED SP2 7 | NED FEA 9 | RUS SP1 7 | RUS SP2 T | RUS FEA 7 | 10.      | 77   |
| 2022 | Prema Racing | BHR SPR 5  | BHR FEA 2  | IMO SPR 13 | IMO FEA 4  | ESP SPR 4 | ESP FEA 16 | GBR SPR 8  | GBR FEA 1 | AUT SPR 4  | AUT FEA 4  | HUN SPR 27 | HUN FEA 8 | BEL SPR 5  | BEL FEA 11 | NED SPR 12 | NED FEA 14 | ITA SPR 8 | ITA FEA 5 |           |           |           | 6.       | 114  |

† A versenyt nem fejezte be, de helyezését értékelték.

### Teljes Formula Regionális Ázsia-bajnokság eredménysorozata
(Táblázat értelmezése)

(Félkövér: pole-pozícióból indult; dőlt: leggyorsabb kört futott) 

| Év   | Csapat                      | 1       | 2       | 3       | 4       | 5       | 6       | 7       | 8       | 9       | 10      | 11      | 12      | 13    | 14      | 15       | Helyezés | Pont |
| ---- | --------------------------- | ------- | ------- | ------- | ------- | ------- | ------- | ------- | ------- | ------- | ------- | ------- | ------- | ----- | ------- | -------- | -------- | ---- |
| 2022 | Mumbai Falcons India Racing | ABU 1 3 | ABU 2 3 | ABU 3 5 | DUB 1 9 | DUB 2 1 | DUB 3 7 | DUB 1 2 | DUB 2 3 | DUB 3 1 | DUB 1 4 | DUB 2 5 | DUB 3 1 | ABU 1 | ABU 2 3 | ABU 3 12 | 1.       | 218  |

† A versenyt nem fejezte be, de helyezését értékelték.

### Teljes FIA Formula–2-es eredménysorozata
(Táblázat értelmezése)

(Félkövér: pole-pozícióból indult; dőlt: leggyorsabb kört futott) 

| Év   | Csapat | 1          | 2         | 3          | 4         | 5         | 6         | 7           | 8          | 9          | 10         | 11        | 12        | 13         | 14         | 15        | 16        | 17         | 18         | 19        | 20         | 21         | 22         | 23        | 24         | 25         | 26        | Helyezés | Pont |
| ---- | ------ | ---------- | --------- | ---------- | --------- | --------- | --------- | ----------- | ---------- | ---------- | ---------- | --------- | --------- | ---------- | ---------- | --------- | --------- | ---------- | ---------- | --------- | ---------- | ---------- | ---------- | --------- | ---------- | ---------- | --------- | -------- | ---- |
| 2023 | DAMS   | BHR SPR 12 | BHR FEA 6 | KSA SPR 11 | KSA FEA 8 | AUS SPR 4 | AUS FEA 3 | AZE SPR 16† | AZE FEA 10 | MON SPR 14 | MON FEA Ki | ESP SPR 9 | ESP FEA 9 | AUT SPR 13 | AUT FEA Ki | GBR SPR 8 | GBR FEA 9 | HUN SPR 15 | HUN FEA 13 | BEL SPR 9 | BEL FEA 11 | NED SPR 11 | NED FEA 14 | ITA SPR 7 | ITA FEA Ki | UAE SPR 21 | UAE FEA 6 | 15.      | 49   |

† A versenyt nem fejezte be, de helyezését értékelték, mert a versenytáv több, mint 90%-át teljesítette.

### Teljes Formula–1-es eredménysorozata
(Táblázat értelmezése)

(Félkövér: pole-pozícióból indult; dőlt: leggyorsabb kört futott) 

| Év   | Csapat  | 1   | 2   | 3   | 4   | 5   | 6   | 7   | 8   | 9   | 10  | 11  | 12  | 13  | 14  | 15  | 16  | 17  | 18  | 19  | 20  | 21  | 22  | 23  | 24     | Helyezés | Pont |
| ---- | ------- | --- | --- | --- | --- | --- | --- | --- | --- | --- | --- | --- | --- | --- | --- | --- | --- | --- | --- | --- | --- | --- | --- | --- | ------ | -------- | ---- |
| 2024 | Ferrari | BHR | SAU | AUS | JPN | CHN | MIA | EMI | MON | CAN | ESP | AUT | GBR | HUN | BEL | NED | ITA | AZE | SIN | USA | MEX | BRA | LVS | QAT | UAE Tp | —        | —    |

### Teljes Európai Le Mans-széria eredménysorozata
(Táblázat értelmezése)

(Félkövér: pole-pozícióból indult; dőlt: leggyorsabb kört futott) 

| Év   | Csapat           | Osztály | Autó     | 1     | 2     | 3     | 4     | 5     | 6      | Helyezés | Pont |
| ---- | ---------------- | ------- | -------- | ----- | ----- | ----- | ----- | ----- | ------ | -------- | ---- |
| 2024 | Panis VDS Racing | LMP2    | Oreca 07 | CAT 5 | LEC 8 | IMO 1 | SPA 6 | MUG 4 | ALG 12 | 4.       | 61   |

### Teljes Olasz GT-bajnokság eredménysorozata
(Táblázat értelmezése)

(Félkövér: pole-pozícióból indult; dőlt: leggyorsabb kört futott) 

| Év   | Csapat           | Osztály         | Autó            | 1     | 2     | 3     | 4     | Helyezés | Pont |
| ---- | ---------------- | --------------- | --------------- | ----- | ----- | ----- | ----- | -------- | ---- |
| 2024 | Scuderia Baldini | GT3 - Endurance | Ferrari 296 GT3 | VAL 1 | MUG 7 | IMO 4 | MNZ 1 | 1.       | 79   |